# État post-moderne
 (décembre 2022).
- Si vous ne connaissez pas le sujet, laissez ce bandeau (vous pouvez alors contacter les auteurs).
- Si vous supprimez le contenu mis en cause (vous pouvez préalablement contacter les auteurs),

argumentez précisément cette suppression dans la page de discussion
(un manque de référence n'est pas un argument ; une recherche réelle de référence doit avoir été effectuée, être formellement documentée).
 (décembre 2022).
Cet article discute de l'État post-moderne en termes de droit international.
En ce début de XXIe siècle, l'État est indissociable de la nation dans les 193 pays reconnus par l'ONU ; ainsi on parle souvent d'État-nation. L'État prend son origine en Europe dès 1750 avec l'aboutissement de la philosophie des Lumières et il est encore présent sous cette forme 250 ans plus tard. Certains suggèrent de repenser ce qu'ils appellent l'État post-moderne dans un contexte d'actualité. La proposition la plus en vogue en ce sens est la suppression de la base nationale comme fondement de l'État.

## Le processus d'établissement
Cette proposition est encore peu suivie par les peuples et les gouvernements, et n'est principalement défendue que par une poignée d'avant-gardistes. Pourtant, des processus de formation de ce qui pourrait devenir dans quelques années ou dizaines d'années des États supranationaux sont en cours; le plus avancé est bien sur celui de l'Union européenne (UE) qui malgré les dysfonctionnements et le manque de légitimité démocratique suit tranquillement son cours, mais il existe aussi des programmes d'intégration internationaux avancés sur les autres continents et notamment la très prometteuse Union africaine (UA) qui s'est déjà dotée d'un droit d'ingérence interne (une première dans l'histoire du droit international et de la construction d'entités supranationales) et le MERCOSUR et la Communauté andine des nations en Amérique latine.
Il semble à l'heure actuelle que l'évolution générale des États prenne le chemin de processus d'intégration régionale comme ceux de l'UE et de l'UA plus que celui d'une intégration globale mondiale à partir d'organismes universalistes comme l'Organisation des Nations unies. Cette évolution est logique car il est plus facile et moins risqué pour les États-nations d'abandonner une part de leur souveraineté au profit d'organisations restreintes regroupant des nations qui partagent de nombreux intérêts et des traits culturels communs (ce qui est déjà un processus long et laborieux) que de former des institutions globalisantes universelles dans une société internationale qui peine encore à se trouver des valeurs et des règles communes.

## Caractéristiques pratiques
Du point de vue pratique l'État postmoderne semble être un État fédéral dissocié de tous fondements nationalistes et chauvins.
Il est vu aussi comme un État sans nation. De ce fait plus rien n'opposant les pays au niveau institutionnel, on serait en droit de supprimer les Nations et de créer un État régulateur et universel pour toute la Terre. Cela exige que soient respectés les particularismes et différences et qu'il fonctionne dans le cadre d'institutions démocratiques. On retrouve de ce fait l'hypothèse fédéraliste.
Reste toutefois le problème de l'orientation de l'État, la suppression de la nation ne supprimant pas le conflit entre libéraux et étatistes, bien qu'elle clarifie fortement le débat.
D'après Jacques Chevalier L'État post-moderne : Semble être une sorte d'état Fédéral dissocié de tout fondements nationaliste et confronter à la mondialisation avec des possibles transferts de compétences vers des Organisations Internationales.
Etat Moderne : Une communauté humaine sur un territoire donné avec un appareil politique souverain.